# Venus din Milo
Venus din Milo (în greacă Ἀφροδίτη τῆς Μήλου, transliterat: Aphroditē tēs Mēlou), cunoscută și ca Venus de Milo, este o sculptură din marmură din Grecia Antică care a fost creată în perioada elenistică. Datarea sa exactă este incertă, dar consensul modern o plasează în secolul al II-lea î.Hr., probabil între 160 și 110 î.Hr. A fost redescoperită în 1820 pe insula Milos, Grecia, și a fost expusă la Muzeul Luvru din 1821. De la descoperirea sa, statuia a devenit una dintre cele mai faimoase opere de sculptură greacă antică din lume.
Se crede că Venus din Milo o reprezintă pe Afrodita, zeița greacă a iubirii, al cărei omolog roman era Venus. Realizată din marmură de Paros, statuia este mai mare decât mărimea naturală, având o înălțime de peste 2 metri. Statuia este lipsită de ambele brațe. Poziția originală a acestor brațe lipsă este incertă. Sculptura a fost inițial identificată ca reprezentând-o pe Afrodita ținând mărul discordiei, deoarece lângă ea a fost găsită o mână de marmură ținând un măr; analize științifice recente susțin identificarea acestei mâini ca făcând parte din sculptură. Pe baza unei inscripții acum pierdute, găsită lângă sculptură, aceasta a fost atribuită lui Alexandros din Antiohia, deși numele de pe inscripție este incert și legătura sa cu Venus este contestată.
Venus din Milo a devenit rapid o piatră de temelie a colecției de antichități a Luvrului în urma războaielor napoleoniene, iar faima sa s-a răspândit prin distribuirea în fotografii și copii tridimensionale. Statuia a inspirat peste 70 de poezii, a influențat arta secolului al XIX-lea și mișcarea suprarealistă de la începutul secolului al XX-lea și a fost prezentă în diverse proiecte artistice moderne, inclusiv în filme și publicitate. În contrast cu aprecierea populară a sculpturii, cercetătorii au fost mai critici. Deși în momentul descoperirii sale Venus a fost considerată o capodoperă clasică, de când a fost reprodusă în perioada elenistică, clasicii au neglijat-o în favoarea studierii sculpturilor menționate în sursele scrise antice, chiar dacă acestea au supraviețuit doar sub formă de copii ulterioare, care sunt inferioare din punct de vedere tehnic lui Venus.

## Descriere
Venus din Milo este o statuie din marmură de Paros înaltă de peste 2 metri a unei zeițe grecești, cel mai probabil Afrodita, reprezentată cu trunchiul gol în timp ce partea inferioară a trupului este acoperită cu o mantie. Ea stă în picioare cu greutatea pe piciorul drept și cu piciorul stâng ridicat; capul este întors spre stânga. Statuii îi lipsesc ambele brațe, piciorul stâng și lobii urechilor. Există o gaură umplută sub sânul drept care conținea inițial un tenon metalic care ar fi susținut brațul drept.
Mantia este sculptată mai elaborat pe partea dreaptă a statuii decât pe partea stângă, poate pentru că pe partea stângă a fost inițial ascunsă vederii. De asemenea, Venus este mai puțin fin finisată din spate, sugerând că a fost inițial destinată să fie privită doar din față. În timp ce corpul lui Venus este descris într-un stil realist, capul este mai idealizat. Buzele sunt ușor deschise, ochii și gura sunt mici. Sculptura a fost restaurată minim: doar vârful nasului, buza inferioară, degetul mare de la piciorul drept și o parte din mantie.
Din punct de vedere stilistic, sculptura combină elemente ale artei clasice și elenistice. Trăsături precum ochii și gura mici și regulate, sprâncenele și nasul puternice sunt în stil clasic, în timp ce forma trunchiului și mantia adânc sculptată sunt elenistice.
Istoricul de artă britanic Kenneth Clark descrie figura ca fiind „ultima mare operă a Greciei antice” și „dintre toate operele antichității, una dintre cele mai complexe și mai ingenioase ...[sculptorul] a încercat în mod conștient să dea efectul unei opere din secolul al V-lea”, folosind în același timp „invențiile propriului său timp”; „planurile corpului ei sunt atât de mari și calme încât la început nu ne dăm seama de numărul de unghiuri prin care trec. În termeni arhitecturali, ea este o compoziție barocă cu efect clasic”.

## Descoperire

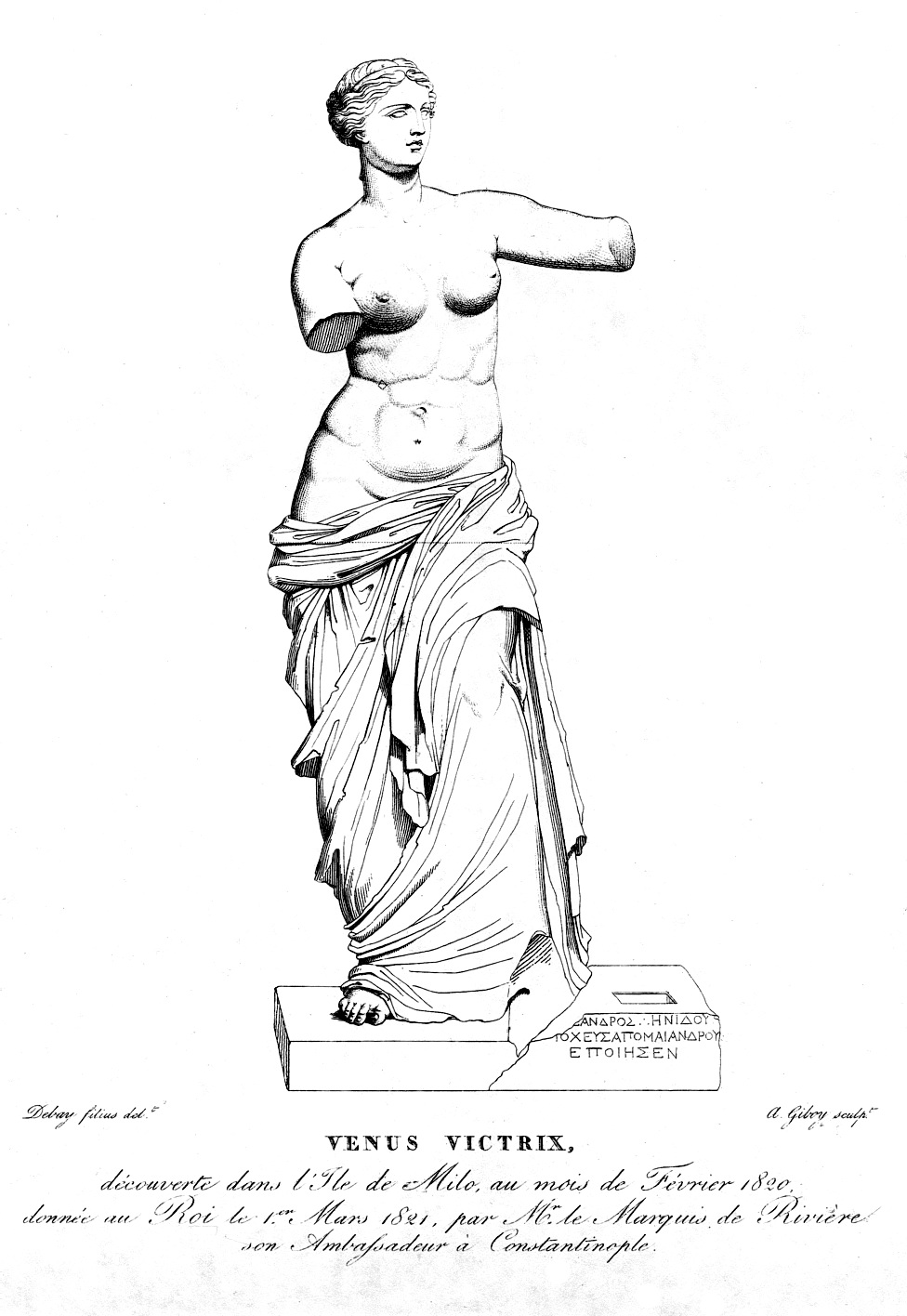
Desen din 1821 reprezentând-o pe Venus cu o parte dintr-un braț și blocul cu inscripții

Venus din Milo a fost descoperită la 8 aprilie 1820 de un fermier grec pe insula Milos, care pe atunci făcea încă parte din Imperiul Otoman. Olivier Voutier, un marinar francez interesat de arheologie, a asistat la descoperire și l-a încurajat pe fermier să continue săpăturile. Voutier și fermierul au descoperit două bucăți mari ale sculpturii și o a treia bucată, mai mică. Un fragment de braț, o mână care ținea un măr și doi hermeși au fost, de asemenea, găsite alături de statuie. Două inscripții ar fi fost găsite împreună cu Venus. Una, transcrisă de Dumont D'Urville, un ofițer de marină francez care a sosit pe Milos la scurt timp după descoperire, comemorează o dedicație din partea unui anume Bakchios, fiul lui Satios. Cealaltă, înregistrată pe un desen realizat de Auguste Debay, păstrează o parte din semnătura unui sculptor. Ambele inscripții s-au pierdut. Alte fragmente sculpturale descoperite în aceeași perioadă includ un al trilea hermes, alte două brațe și un picior cu sandală.
Dumont D'Urville a scris un raport al descoperirii. Conform mărturiei sale, statuia lui Venus a fost găsită într-o nișă cvadrangulară. Dacă acest loc de descoperire ar fi fost contextul original pentru Venus, nișa și prima inscripție sugerează că Venus din Milo a fost instalată în gimnaziul din Melos.
După ce a făcut escală în Melos, nava lui D'Urville a navigat spre Constantinopol, unde i-a raportat descoperirea contelui de Marcellus, asistent al lui Charles François de Riffardeau, marchiz de Rivière, ambasadorul Franței. Rivière a fost de acord ca Marcellus să meargă la Melos pentru a cumpăra statuia. Până când Marcellus a ajuns la Melos, fermierul care descoperise statuia primise deja o altă ofertă de cumpărare, iar aceasta fusese încărcată pe o navă; francezii au intervenit și Marcellus a reușit să cumpere Venus.  Aceasta a fost adusă în Franța, unde Ludovic al XVIII-lea a instalat-o la Louvre. Contrar practicii obișnuite la acea vreme, la recomandarea lui Quatremère de Quincy, Venus nu a fost restaurată în mod semnificativ, ci a fost expusă în starea în care a fost descoperită.

## Expunere
Venus din Milo a fost instalată inițial în Luvru în 1821; a fost mutată rapid de două ori înainte de a i se găsi o locuință pe termen lung în Salle du Tibre, unde a rămas până în 1848. De acolo a fost mutată în Salle de l'Isis, unde a rămas până când a fost scoasă din muzeu în 1870 pentru a fi protejată în timpul Comunei din Paris. Când Salle de l'Isis a fost renovată în anii 1880, Venus a primit un nou piedestal care a permis spectatorilor să rotească sculptura; în același timp, apropierea de sculptură a fost umplută cu alte statui Venus antice.
O propunere din 1919 de a expune Venus alături de Mona Lisa a lui Leonardo și de Sclavul muribund și Sclavul răzvrătit ale lui Michelangelo nu a fost niciodată realizată, dar în 1936, sculptura a fost din nou mutată în Salle de la Vénus de Milo; celelalte statui Venus au fost îndepărtate pentru a concentra vizitatorii asupra lui Venus din Milo. În această perioadă, traseul vizitatorilor prin Louvre a fost modificat pentru a fi cronologic, trecând prin galerii de sculptură arhaică și clasică înainte de a ajunge într-o galerie dedicată perioadei elenistice; Venus de Milo a fost plasată între galeriile clasică și elenistică. În timpul celui de-al Doilea Război Mondial, sculptura a fost din nou scoasă din Louvre pentru a fi păstrată în siguranță, și depozitată în Château de Valençay.
În 1964 a fost expusă la Tokyo și Kyoto; aceasta este singura dată când sculptura a părăsit Franța de când a fost achiziționată de Louvre. În 1972 s-a experimentat un nou amplasament pentru sculptură, iar aceasta a fost mutată temporar pentru a permite renovări în anii 1980 și 1990; în 1999, volumul de vizitatori ai Venus a cauzat probleme, iar autoritățile de la Louvre au luat în considerare întoarcerea sculpturii în amplasamentul său anterior. În 2010, sculptura a fost instalată în noul său decor, fragmentele sculpturale descoperite alături de ea fiind expuse în aceeași încăpere.

## Interpretatare

### Identificare

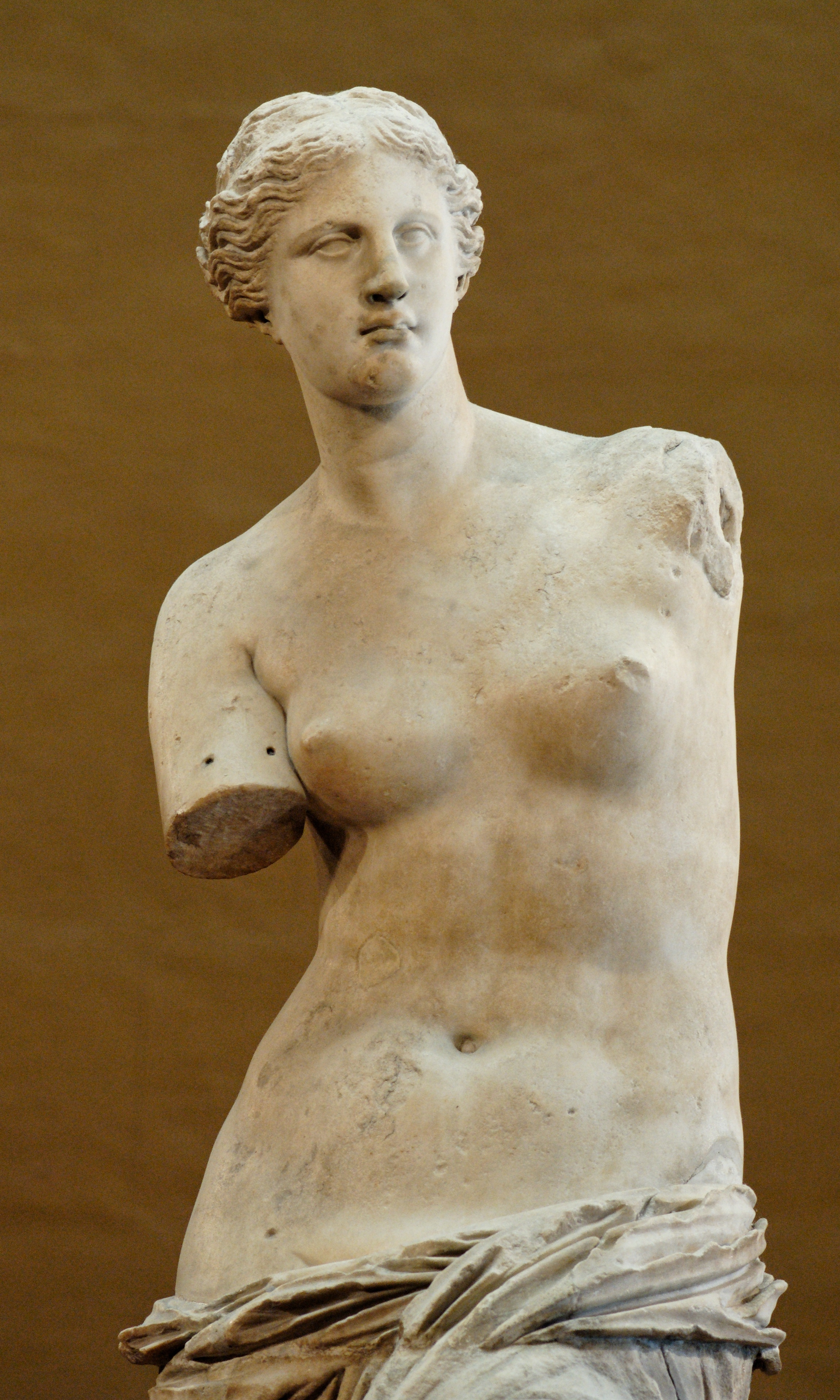
Venus din Milo

Venus din Milo este probabil o sculptură a zeiței Afrodita, însă starea sa fragmentară face dificilă o identificare sigură. Primele relatări scrise despre sculptură, ale unui căpitan francez și ale viceconsulului francez din Melos, o identifică ambele ca reprezentând-o pe Afrodita ținând mărul discordiei, aparent pe baza mâinii care ține un măr, acum pierdută, găsită împreună cu sculptura.  O identificare alternativă propusă de Reinach este că ea reprezintă zeița mării Amfitrita și a fost inițial grupată cu o sculptură a lui Poseidon din Melos, descoperită în 1878. Alte identificări propuse includ o Muză, Nemesis sau Sappho.
Atât paternitatea, cât și data statuii Venus din Milo au fost contestate încă de la descoperirea sa. La o lună de la achiziționarea sa de către Louvre, trei cercetători francezi au publicat lucrări despre statuie, în dezacord cu privire la toate aspectele interpretării sale: arheologul Toussaint-Bernard Éméric-David a considerat-o datată în jurul anilor 420 î.Hr.– 380 î.Hr., între sculptorii Phidias și Praxiteles; Quatremère de Quincy a atribuit-o la mijlocul secolului al IV-lea și cercului lui Praxiteles; iar contele de Clarac a considerat-o o copie ulterioară a unei lucrări de Praxiteles. Consensul cercetătorilor în secolul al XIX-lea a fost că Venus datează din secolul al IV-lea î.Hr. În 1893, arheologul german Adolf Furtwängler a fost primul care a susținut că, de fapt, era di perioada elenistică târzie, datând din c. 150 î.Hr. – c. 50 î.Hr., iar această datare continuă să fie larg acceptată.
Una dintre inscripțiile descoperite împreună cu statuia, care a fost desenată de Debay ca potrivindu-se în secțiunea lipsă a soclului statuii, îl numește pe sculptor [---]andros, fiul lui [M]enides, din Antiohia pe Maeander. Inscripția trebuie să dateze de după 280 î.Hr., când a fost fondată Antiohia pe Maeander; literele inscripției sugerează o dată de 150–50 î.Hr.Maggidis susține, pe baza acestei inscripții, precum și a stilului statuii și a prosperității crescânde a Melosului în acea perioadă, că aceasta datează probabil din c. 150 î.Hr. – c. 110 î.Hr. Rachel Kousser este de acord cu datele lui Furtwängler pentru sculptură. Marianne Hamiaux sugerează c. 160 î.Hr. – c. 140 î.Hr.
Asocierea semnăturii fragmentare a artistului și, prin urmare, identificarea sculptorului ca fiind Alexandros din Antiohia, nu este unanim acceptată. Kousser și Jean-Luc Martinez pun la îndoială această legătură. Kousser observă că, deși în desenul lui Debay plăcuța este prezentată potrivindu-se în baza ruptă a lui Venus, desenul nu prezintă nici o dovadă a piciorului stâng lipsă al sculpturii, care s-ar fi sprijinit pe ea, în timp ce în schița lui Voutier a descoperirilor plăcuța este prezentată ca fiind baza unuia dintre hermeșii găsiți alături de Venus. Întrucât inscripția s-a pierdut, legătura sa cu Venus nu poate fi nici dovedită, nici infirmată.

### Reconstrucții
Fără brațe, nu este clar cum arăta inițial statuia. Aspectul original al lui Venus a fost contestat încă din 1821, de Clarac susținând că Venus era o singură figură care ținea un măr, în timp ce Quatremere susținea că era parte a unui grup, cu brațele în jurul unei alte figuri. Alte restaurări propuse au inclus-o pe Venus ținând coroane, un porumbel sau sulițe.
Wilhelm Fröhner a sugerat în 1876 că mâna dreaptă a lui Venus din Milo ținea mantia care îi aluneca de pe șolduri, în timp ce mâna stângă ținea un măr; această teorie a fost dezvoltată de Furtwängler.  Kousser consideră că aceasta este reconstrucția „cea mai plauzibilă”. Analizele științifice efectuate în timpul restaurării lui Venus în 2010 au susținut teoria conform căreia fragmentul de braț și mâna care ținea mărul găsite lângă sculptură au făcut parte inițial din Venus; Martinez susține că identificarea sculpturii ca Venus ținând un măr este astfel definitiv dovedită.
Hamiaux sugerează că Venus din Milo este de același tip sculptural ca Venus din Capuan și o altă sculptură a Afroditei din Perge. Ea susține că toate derivă din statuia de cult din templul Afroditei de pe Acrocorint, care o înfățișa pe Afrodita admirându-se într-un scut.